# Benjamin Nicaise
Pour les articles homonymes, voir Nicaise.
Benjamin Nicaise, né le 28 septembre 1980 à Maisons-Alfort en France, est un ancien footballeur français. 

## Biographie
Benjamin Nicaise commence sa carrière professionnelle contre le PSG de Nicolas Anelka et de Jay-Jay Okocha. Lors de ce match de coupe de la ligue, à peine rentré au jeu, il inscrit le 3e but de son équipe et qualifie L'ASNL pour un quart de finale de coupe de la Ligue.  
Suivront, 4 saisons avec son club formateur.  
En 2004, en fin de contrat il s'engage avec le FC Metz ou il ne restera qu'une saison.  
Il prend la direction d'Amiens et il n'y reste qu'une saison et demi.  
En janvier 2007, il traverse la frontière et rebondit au RAEC Mons.  
Ses bonnes saisons sous l'ère Montoise lui valent quelques flirts avec les clubs plus huppés du championnat Belge. 
Le club le plus intéressé est le Standard de Liège qui le fait signer au terme de la saison 2007-2008 où il est champion de Belgique en 2009. La suite est moins rose. Michel Preud'homme parti à La Gantoise relever un nouveau défi, le Standard enrôle le coach Roumain Laszlo Boloni. Ce dernier ne fait pratiquement pas confiance au médian défensif français, la concurrence est grande avec Steven Defour, Axel Witsel et Eliaquim Mangala. 
Cette situation incite donc le joueur à partir [réf. nécessaire] : au cours du mercato estival de 2010, il signe au Lierse. Mais très vite, il a un différend avec l'attaquant canadien Tomasz Radzinski. Dans un premier temps, la direction Lierroise le relègue dans le noyau B du club. Quelque temps après, le Lierse lui fait savoir qu'il ne compte plus sur lui.[réf. nécessaire]
Nicaise s'exile alors en Grèce, au Panthrakikos (D2).
Le 27 juillet 2011, il retourne en Belgique et signe pour deux ans au RAEC Mons. Début janvier 2013, il rompt son contrat avec le club d'un commun accord. 
Le 5 février 2013, le joueur annonce qu'il met un terme à sa carrière de joueur à l'âge de 32 ans. 
Fin février 2013, il est nommé entraîneur du FC Brussels. Il démissionne de son premier poste d'entraîneur moins d'un mois après sa nomination. 
4 ans après l'arrêt de sa carrière de joueur professionnel, Benjamin Nicaise intègre à nouveau le Standard de Liège, en tant que Team-Manager.

## Carrière
| Saison                | Club                       | Championnat           | Championnat | Championnat | Championnat | Coupe nationale | Coupe nationale | Coupe nationale | Coupe de la Ligue | Coupe de la Ligue | Coupe de la Ligue | Supercoupe | Supercoupe | Supercoupe | Compétition(s) continentale(s) | Compétition(s) continentale(s) | Compétition(s) continentale(s) | Compétition(s) continentale(s) | Total | Total | Total |
| Saison                | Club                       | Division              | M.          | B.          | P.d.        | M.              | B.              | P.d.            | M.                | B.                | P.d.              | M.         | B.         | P.d.       | Comp.                          | M.                             | B.                             | P.d.                           | M.    | B.    | P.d.  |
| 2000-2001             | AS Nancy-Lorraine          | Ligue 2               | 13          | 0           | 0           | 1               | 0               | 0               | 2                 | 1                 | 0                 | -          | -          | -          | -                              | -                              | -                              | -                              | 16    | 1     | 0     |
| 2001-2002             | AS Nancy-Lorraine          | Ligue 2               | 34          | 1           | 0           | 1               | 0               | 0               | 3                 | 0                 | 0                 | -          | -          | -          | -                              | -                              | -                              | -                              | 38    | 1     | 0     |
| 2002-2003             | AS Nancy-Lorraine          | Ligue 2               | 31          | 1           | 0           | 1               | 0               | 0               | 1                 | 0                 | 0                 | -          | -          | -          | -                              | -                              | -                              | -                              | 33    | 1     | 0     |
| 2003-2004             | AS Nancy-Lorraine          | Ligue 2               | 26          | 1           | 0           | 1               | 0               | 0               | 2                 | 0                 | 0                 | -          | -          | -          | -                              | -                              | -                              | -                              | 29    | 1     | 0     |
| Sous-total            | Sous-total                 | Sous-total            | 104         | 3           | 0           | 4               | 0               | 0               | 8                 | 1                 | -                 | -          | -          | -          | -                              | -                              | -                              | -                              | 116   | 4     | 0     |
| 2004-2005             | FC Metz                    | Ligue 1               | 14          | 0           | 0           | 0               | 0               | 0               | 1                 | 0                 | 0                 | -          | -          | -          | -                              | -                              | -                              | -                              | 15    | 0     | 0     |
| Sous-total            | Sous-total                 | Sous-total            | 14          | 0           | 0           | 0               | 0               | 0               | 1                 | 0                 | 0                 | -          | -          | -          | -                              | -                              | -                              | -                              | 15    | 0     | 0     |
| 2005-2006             | Amiens SC                  | Ligue 2               | 26          | 1           | 0           | 0               | 0               | 0               | 1                 | 0                 | 0                 | -          | -          | -          | -                              | -                              | -                              | -                              | 27    | 1     | 0     |
| 2006-2007             | Amiens SC                  | Ligue 2               | 14          | 0           | 0           | 0               | 0               | 0               | 1                 | 0                 | 0                 | -          | -          | -          | -                              | -                              | -                              | -                              | 15    | 0     | 0     |
| Sous-total            | Sous-total                 | Sous-total            | 40          | 1           | 0           | 0               | 0               | 0               | 2                 | 0                 | 0                 | -          | -          | -          | -                              | -                              | -                              | -                              | 42    | 1     | 0     |
| 2006-2007             | RAEC Mons                  | Division 1            | 14          | 1           | 0           | 0               | 0               | 0               | -                 | -                 | -                 | -          | -          | -          | -                              | -                              | -                              | -                              | 14    | 1     | 0     |
| 2007-2008             | REAC Mons                  | Division 1            | 20          | 2           | 2           | 0               | 0               | 0               | -                 | -                 | -                 | -          | -          | -          | -                              | -                              | -                              | -                              | 20    | 2     | 2     |
| Sous-total            | Sous-total                 | Sous-total            | 34          | 3           | 2           | 0               | 0               | 0               | -                 | -                 | -                 | -          | -          | -          | -                              | -                              | -                              | -                              | 34    | 3     | 2     |
| 2008-2009             | Standard de Liège          | Division 1            | 26          | 1           | 0           | 1               | 0               | 0               | -                 | -                 | -                 | 1          | 1          | 0          | C1+C3                          | 2+6                            | 0                              | 0                              | 36    | 2     | 0     |
| 2009-2010             | Standard de Liège          | Division 1            | 20          | 0           | 0           | 4               | 1               | 0               | -                 | -                 | -                 | 0          | 0          | 0          | C1+C3                          | 3+4                            | 0                              | 1+1                            | 31    | 1     | 2     |
| Sous-total            | Sous-total                 | Sous-total            | 46          | 1           | 2           | 5               | 1               | 0               | -                 | -                 | -                 | 1          | 1          | -          | -                              | 15                             | 0                              | 2                              | 67    | 3     | 4     |
| 2010-2011             | Panthrakikos Football Club | Football League       | 9           | 0           | 0           | 0               | 0               | 0               | -                 | -                 | -                 | -          | -          | -          | -                              | -                              | -                              | -                              | 9     | 0     | 0     |
| Sous-total            | Sous-total                 | Sous-total            | 9           | 0           | 0           | 0               | 0               | 0               | -                 | -                 | -                 | -          | -          | -          | -                              | -                              | -                              | -                              | 9     | 0     | 0     |
| 2010-2011             | Lierse SK                  | Division 1            | 8           | 0           | 1           | 1               | 1               | 0               | -                 | -                 | -                 | -          | -          | -          | -                              | -                              | -                              | -                              | 9     | 1     | 1     |
| Sous-total            | Sous-total                 | Sous-total            | 8           | 0           | 1           | 1               | 1               | 0               | -                 | -                 | -                 | -          | -          | -          | -                              | -                              | -                              | -                              | 9     | 1     | 1     |
| 2011-2012             | RAEC Mons                  | Division 1            | 26          | 1           | 4           | 5               | 0               | 0               | -                 | -                 | -                 | -          | -          | -          | -                              | -                              | -                              | -                              | 31    | 1     | 4     |
| 2011-2012             | RAEC Mons                  | Division 1            | 16          | 1           | 4           | 1               | 0               | 0               | -                 | -                 | -                 | -          | -          | -          | -                              | -                              | -                              | -                              | 17    | 1     | 4     |
| Sous-total            | Sous-total                 | Sous-total            | 42          | 2           | 8           | 6               | 0               | 0               | -                 | -                 | -                 | -          | -          | -          | -                              | -                              | -                              | -                              | 48    | 2     | 8     |
| Total sur la carrière | Total sur la carrière      | Total sur la carrière | 0           | 0           | 0           | 0               | 0               | 0               | 0                 | 0                 | 0                 | 0          | 0          | 0          | -                              | 0                              | 0                              | 0                              | 0     | 0     | 0     |

## Palmarès
- 2008 : Supercoupe de Belgique avec le Standard de Liège
- 2009 : Champion de Belgique avec le Standard de Liège
- 2009 : Supercoupe de Belgique avec le Standard de Liège

## Médias
Au cours de la saison 2011-2012, alors qu'il est encore joueur, il devient consultant pour l'émission Studio Foot de la RTBF. 
En juin 2012, il participe, en tant que consultant toujours, à l'émission plateau de la RTBF pour l'Euro 2012 en Pologne et en Ukraine, aux côtés de Benjamin Deceuninck et Khalilou Fadiga. 
En novembre 2013, il participe à l'émission "Complètement foot" sur VivaCité. 
En 2014, il est en TV et en radio à l'occasion de la Coupe du monde au Brésil, toujours pour la RTBF.
Durant l'Euro 2016, il commente ses premiers matchs, notamment ceux de l'équipe de France. 
En 2017, lors de sa nomination en tant que « Team Manager » du Standard de Liège, il met entre parenthèses son rôle de consultant.

## Entrepreneuriat
En novembre 2013, il ouvre le « SOCCER CLUB », premier centre de football en salle en Belgique[réf. nécessaire], en face du stade du Standard de Liège. 